# 7317 Cabot
Cabot (asteróide 7317) é um asteróide da cintura principal, a 1,9767161 UA. Possui uma excentricidade de 0,1520296 e um período orbital de 1 300 dias (3,56 anos).
Cabot tem uma velocidade orbital média de 19,50791831 km/s e uma inclinação de 3,98061º.
Este asteróide foi descoberto em 12 de Março de 1940 por György Kulin.